# Carlos Salazar (futbolista)
Carlos Alfredo Salazar Cumana (Barcelona, Anzoátegui, Venezuela; 15 de mayo de 1989) es un futbolista venezolano que juega como defensa en la Academia Anzoátegui de la Segunda División de Venezuela.

## Clubes
| Club                    | País      | Año             |
| ----------------------- | --------- | --------------- |
| Carabobo F.C.           | Venezuela | 2007 - 2008     |
| Aragua F.C.             | Venezuela | 2008 - 2009     |
| Deportivo Anzoátegui    | Venezuela | 2009 - 2012     |
| Deportivo Táchira       | Venezuela | 2013 - 2015     |
| Deportivo Anzoátegui    | Venezuela | 2016            |
| Estudiantes de Caracas  | Venezuela | 2016            |
| Aragua F.C.             | Venezuela | 2017 - 2018     |
| Academia Puerto Cabello | Venezuela | 2019            |
| Zulia F.C.              | Venezuela | 2020 - 2021     |
| Academia Anzoátegui     | Venezuela | 2022 - presente |